# Robert John Weston Evans
Prof. Robert John Weston Evans (* 7. října 1943 Leicester, Velká Británie), člen British Academy, vystudoval slavistiku, historii a germanistiku na Jesus College v Cambridgi. Dnes působí jako Regius Professor novověkých dějin na Oxfordu, je zálověň fellow na oxfordské Oriel College. Je znám svými kontakty s českými historiky, ovládá dokonale češtinu.

## Hlavní díla
- Seznam děl v Souborném katalogu ČR, jejichž autorem nebo tématem je Robert John Weston Evans
- Rudolf II and his World. A Study in Intellectual History, 1576–1612 (Oxford, 1973) (česky) Rudolf II. a jeho svět : myšlení a kultura ve střední Evropě 1576–1612, Praha, Mladá Fronta 1997. ISBN 80-204-0590-9
- The Making of the Habsburg Monarchy, 1550–1700. An Interpretation (Oxford, 1979) (česky) Vznik habsburské monarchie 1550–1700, Praha, Argo 2003. ISBN 80-7203-463-4
- Bílá Hora a kultura českých zemí, ČsČH 17 (1969) 845–862
- 'The Habsburgs and the Hungarian Problem, 1790–1848', Transactions of the Royal Historical Society, 5th ser., vol. 39 (1989), pp. 41–62.
- 'Maria Theresa and Hungary', and 'Joseph II and Nationality in the Habsburg Lands', in Enlightened Absolutism: Reform and Reformers in Later Eighteenth-Century Europe, ed. H.M. Scott (Houndmills, 1991), pp. 189–207 and 209–19.
- Crown, Church and Estates. Central European Politics in the Sixteenth and Seventeenth Centuries, ed. Robert Evans and T.V. Thomas (London, 1991)
- 'Essay and Reflection: Frontiers and national identities in Central Europe', The International History Review, 14: 3 (Aug. 1992), pp. 480–502.
- The language of history and the history of language: an inaugural lecture delivered before the University of Oxford on 11 May 1998 (Oxford, 1998) 34pp.
- 'Language and Society in the Nineteenth Century: Some Central European Comparisons', in Language and Community in the Nineteenth Century, ed. Geraint H. Jenkins (Cardiff, 1999).
- 'Liberalism, Nationalism, and the Coming of the Revolution', and '1848 in the Habsburg Monarchy', in The Revolutions in Europe, 1848–9: From Reform to Reaction, ed. Robert Evans and H. Pogge von Strandmann (Oxford, 2000), pp. 9–26, 181–206.
- Wales in European Context. Some Historical Reflections (Aberystwyth, 2001), 31pp.
- Great Britain and East-Central Europe, 1908–48. A Study in Perceptions (London, 2002), 31pp.
- '1848 in Mitteleuropa: Ereignis und Erinnerung', in 1848: Ereignis und Erinnerung in den politischen Kulturen Mitteleuropas, ed. Barbara Haider and Hans Peter Hye (Vienna, 2003), pp. 31–55
- Great Britain and Central Europe, 1867–1914, ed. Robert Evans, Dusan Kovac and Edita Ivanickova (Bratislava, 2003)
- 'Language and State-building: The Case of the Habsburg Monarchy', Austrian History Yearbook, vol. xxxv (2004), pp. 1–24.
- 'The Making of October Fifteenth: C.A. Macartney and his Correspondents', in British-Hungarian Relations since 1848, ed. Laszlo Peter and Martyn Rady (London, 2004), pp. 259–70.
- Curiosity and Wonder from the Renaissance to the Enlightenment, ed. Robert Evans and Alexander Marr (Aldershot, 2006)
- Austria, Hungary and the Habsburgs. Essays on Central Europe, c. 1683–1867 (Oxford, 2006)
- 'Europa in der britischen Historiographie', in Nationale Geschichtskulturen. Bilanz, Ausstrahlung, Europabezogenheit (Mainz/Stuttgart, 2006), pp. 77–93
- Czechoslovakia in a Nationalist and Fascist Europe 1918–1948. Proceedings of the British Academy no. 140. Edited by Robert Evans and Mark Cornwall (Oxford, 2007)
- 'The Successor States', in Twisted Paths: Europe 1914–1945, ed. Robert Gerwarth (Oxford, 2007), pp. 210–36.
- 'The Politics of Language and the Languages of Politics: Latin and the vernaculars in eighteenth-century Hungary', in Cultures of Power in Europe during the Long Eighteenth Century, ed. Hamish Scott and Brendan Simms (Cambridge, 2007), pp. 200–24.
- 'Coming to Terms with the Habsburgs: Reflections on the historiography of Central Europe', in Does Central Europe Still Exist? History, economy, identity, ed. Thomas Row (Vienna, 2006), pp. 11–24.
- 'Communicating Empire: The Habsburgs and their critics, 1700–1919 (The Prothero Lecture)', Proceedings of the Royal Historical Society, 19 (2009), pp. 117–38.
- 'The Creighton Century: British historians and Europe', Historical Research, 82, no. 216 (2009), pp. 320–39.